# NGC 6510
NGC 6510 (również NGC 6511, PGC 61086 lub UGC 11051) – galaktyka spiralna z poprzeczką (SBc), znajdująca się w gwiazdozbiorze Smoka.
Odkrył ją Lewis A. Swift 9 października 1884 roku. Ponownie obserwował ją 30 maja 1886 roku, lecz obliczona przez niego pozycja obiektu różniła się od tej z pierwszej obserwacji na tyle, że uznał, iż odkrył nowy obiekt. John Dreyer w swoim New General Catalogue skatalogował obie obserwacje Swifta jako, odpowiednio, NGC 6511 i NGC 6510.